# 산청 목면시배 유지
산청 목면시배 유지(山淸 木棉始培 遺址)는 고려 후기에 한국에서 처음으로 목화를 재배한 곳이다. 대한민국 경상남도 산청군 단성면 사월리에 있다. 1363년(고려 공민왕 12) 문익점이 이곳에서 처음으로 목화를 재배하였다. 1965년 당시 목화씨를 뿌렸던 300여 평의 밭을 사적지로 지정하였으며, 이 마을에서 지리산으로 가는 길목에 “삼우당 선생 면화시배 사적지”라고 쓰인 사적비가 있고, 전시관도 건립되었다.
1963년 1월 21일 대한민국의 사적 제100호 목면시배유지로 지정되었다가, 2011년 현재의 명칭으로 변경되었다.

## 개요
고려 후기에 우리나라에서 처음으로 면화를 재배한 곳이다.
공민왕 12년(1363) 문익점은 중국 원나라에 사신으로 갔다가 돌아올 때, 밭을 지키던 노인이 말리는 것을 무릅쓰고 목화 몇 송이를 따서 그 씨앗을 붓통에 넣어가지고 왔다. 장인 정천익과 함께 시험재배를 하였는데, 처음에는 재배기술을 몰라 한 그루만을 겨우 살릴 수 있었다. 그러다가 3년간의 노력 끝에 드디어 성공하여 전국에 목화재배를 널리 퍼지게 하였다.
문익점이 태어난 곳인 배양마을은 지금까지도 목화재배의 역사를 간직해오고 있으며, 지리산으로 향하는 길가 오른쪽에는 낮은 돌담으로 둘러싼 백여 평의 밭이 있다. 밭 옆에는 기와지붕을 한 비각 안에 ‘삼우당선생면화시배지’라는 제목의 비석이 서 있다.
이곳에서는 지금도 문익점 선생의 업적을 기리기 위하여 옛터에 밭을 일구어 해마다 면화를 재배하고 있다.

## 현지 안내문
이 곳은 고려말 공민왕때 문익점이 처음 면화를 재배한 곳이다.
문익점은 공민왕 2년(1363) 원나라에 가는 관리의 눈을 피해 붓대에 면화 씨를 넣어 가지고 귀국하였다. 그 뒤 이곳에서 처음 면화를 재배하여 국민 경제와 경제 발전에 큰 공헌을 하였다.

## 같이 보기
- 문익점

## 참고 자료
- 산청 목면시배 유지 - 국가유산청 국가유산포털